# Peltonotus animus
Peltonotus animus är en skalbaggsart som beskrevs av Jameson och Yuiti Wada 2009. Peltonotus animus ingår i släktet Peltonotus och familjen Dynastidae. Inga underarter finns listade i Catalogue of Life.